# Charlie Sifford
Charlie Sifford, född 2 juni 1922 i Charlotte, North Carolina, död 3 februari 2015 i Cleveland, Ohio, var en amerikansk professionell golfspelare som var med och startade PGA of America.